# 茱茱·安琪尔
祖莱卡·安琪尔·琼斯（英語：Zuleika Angel Jones，1921年6月5日—1976年4月5日），也被人称为“茱茱·安琪尔（Zuzu Angel）”，是巴西裔美国籍时尚设计师。她因在其儿子斯图亚特·安琪尔·琼斯（Stuart Angel Jones）被强迫失踪后开始反对巴西军事专制政府而闻名，她同时也是新闻记者希尔德加德·安琪尔（Hildegard Angel）的母亲。
2014年，国家真相委员会成立，以搜集和调查在中央情报局和美国政府所支持的巴西军事专制政府所犯罪行的信息。前巴西军事独裁政府的安全警察克拉迪奥·安东尼奥·瓜拉（Cláudio Antônio Guerra）承认，有安全部门的特工参与了“茱茱·安琪尔车祸致死案”。

## 早年境况
茱茱·安琪尔于1921年6月5日出生在巴西的库尔韦卢。不过在她还小的时候，她随父母搬家至贝洛奥里藏特；随后在巴伊亚州长期居住。巴伊亚州的本地文化和色彩运用极大影响了茱茱·安琪尔，这都体现在她后来的时尚设计中。1947年，茱茱搬到了巴西当时的首都里约热内卢居住。
1950年代，茱茱·安琪尔开始了她的裁缝职业生涯，不过她最早只是为自己的近亲制作衣服。1970年代初，她在伊帕内玛开设了自己的服装店并开始在美国时装周展示自己的设计。在她的时装展上，她的设计充满了巴西色彩文化中的欢乐和丰富，这让茱茱在当时的国际时尚界声名大噪。
茱茱·安琪尔与美国的一名推销商诺曼·安琪尔·琼斯（Norman Angel Jones）结婚；他们在1946年1月11日有了第一个儿子，斯图亚特·安琪尔·琼斯。

## 儿子失踪

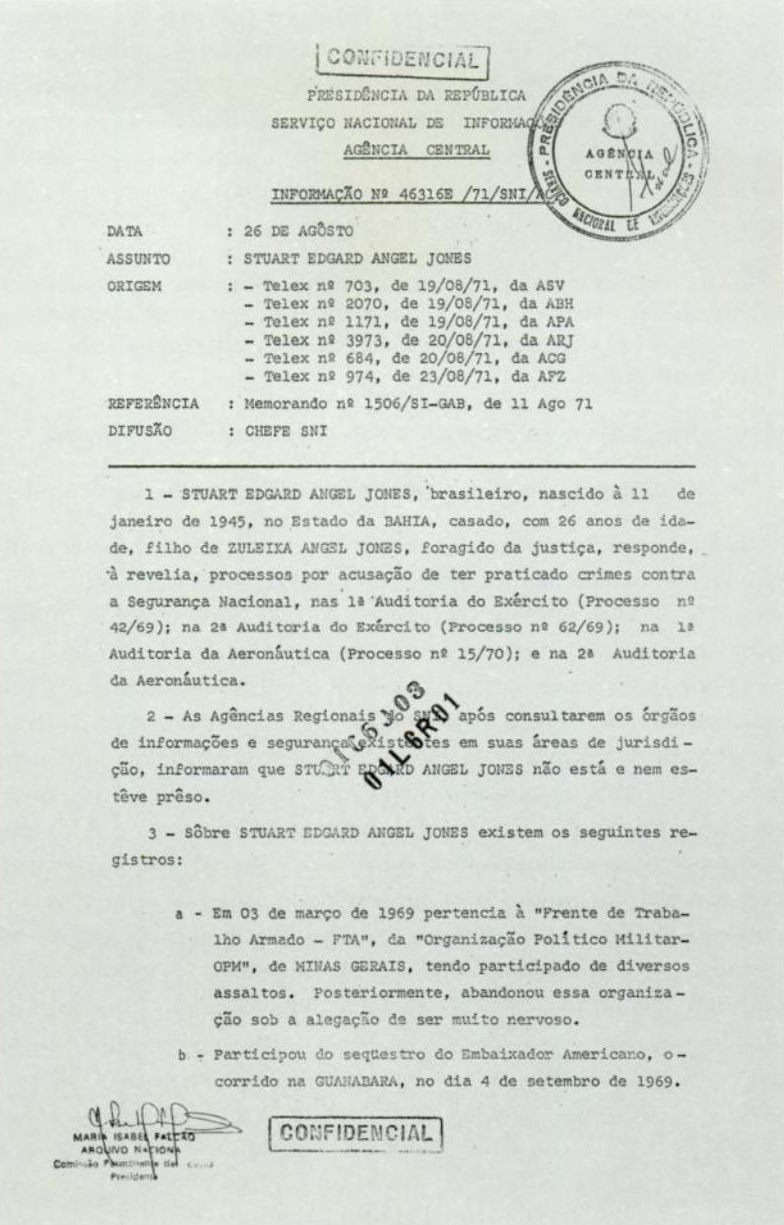
巴西国家情报局关于斯图亚特的相关记录。

当斯图亚特·安琪尔·琼斯加入巴西左翼城市游击队“十月八日革命运动”时，他还是里约热内卢联邦大学经济学院在读本科生。 他以绰号“保罗（Paulo）”和“恩里克（Henrique）”在他的游击队同伴中小有名气。 他后来娶了好战的队友索尼娅·玛丽亚·莫雷伊斯·安吉尔·琼斯（Sônia Maria Morais Angel Jones），而他的这位妻子也在后来死于政治警察的关押中。
1971年6月14日上午9点左右，斯图亚特在里约热内卢格拉雅乌邻近地区，靠近九月二十八日大街（Av. 28 de Setembro）的地方被空军情报中心（Air Force Information Center）的官员逮捕。 然后他被关押在空军情报中心总部，据信他在这里遭受了酷刑。而根据目睹该事件的政治犯亚历克斯·波拉里（Alex Polari）的说法，斯图亚特在被捕后就被捆在吉普车车后，同时他的嘴被粘在排气管上。随后，他就这样被拖行进了空军基地的庭院。这导致了斯图亚特因为窒息和一氧化碳中毒而死亡。 但是，斯图亚特的尸体迄今仍然没有被发现。